# Michel Nykiel
Michel Nykiel (Wałbrzych, 6 de enero de 1958 - Taba, 7 de octubre de 2014) fue un futbolista polaco que jugaba en la demarcación de defensa. Además fue profesor en la Universidad politécnica de Breslavia, y concejal en el ayuntamiento de Wałbrzych.

## Biografía
Debutó como futbolista en 1978 con el Górnik Wałbrzych. Jugó en el club durante ocho temporadas, llegando a ganar la I Liga en 1983, ascendiendo así de categoría a la Ekstraklasa. Tres temporadas después de jugar en primera división, se fue traspasado al Zagłębie Wałbrzych, donde jugó hasta 1992. Finalmente, desde 1993 a 1994, jugó en el Lechia Dzierżoniów, donde se retiró como futbolista. Tras su retiro, se graduó en la Universidad politécnica de Breslavia, donde trabajó de profesor. En 2006 se presentó a las elecciones locales de Wałbrzych, siendo designado como concejal.
Falleció el 7 de octubre de 2014 tras ahogarse en el mar durante unas vacaciones en Taba, a los 56 años de edad.

## Clubes
| Club               | País    | Año         |
| ------------------ | ------- | ----------- |
| Górnik Wałbrzych   | Polonia | 1978 - 1986 |
| Zagłębie Wałbrzych | Polonia | 1988 - 1992 |
| Lechia Dzierżoniów | Polonia | 1993 - 1994 |

## Palmarés

### Campeonatos nacionales
| Título | Club             | País    | Año  |
| ------ | ---------------- | ------- | ---- |
| I Liga | Górnik Wałbrzych | Polonia | 1983 |